# Cocalodes innotabilis
Cocalodes innotabilis là một loài nhện trong họ Salticidae.
Loài này thuộc chi Cocalodes. Cocalodes innotabilis được Fred R. Wanless miêu tả năm 1982.